# Gà Pyncheon
Gà Pyncheon là một giống gà Mỹ hiếm có của gà bantam thực sự. Nó là một giống cũ, được phát triển ở vùng Đông Bắc Hoa Kỳ. Tổ tiên của gà Pyncheon được cho là đã được đưa đến từ Hà Lan hoặc từ Bỉ. Loài này được đề cập tới trong The House of the Seven Gables của Nathaniel Hawthorne. Nó được Hiệp hội Bantam Mỹ công nhận, nhưng không được Hiệp hội Gia cầm Mỹ công nhận.

## Đặc điểm
Gà Pyncheon có một cái mào duy nhất gắn vào một cái tua, tương tự như gà Sulmtaler. Thông thường, mào không thẳng và có hình dạng 's'. Một biến thể duy nhất của Mille Fleur là mô hình thường thấy nhất. Như với hầu hết các giống gà bantam, nó có khả năng bay rất tốt. Gà Pyncheon là một loại gà chuyên đẻ trứng nhỏ màu trắng. Chúng có vẻ ngoài thân thiện, và một xu hướng thích ấp trứng.

## Trong tác phẩmThe House of the Seven Gables
Nathaniel Hawthorne khá quen thuộc với giống gà Pyncheon, và ông đã tự nuôi chúng trong khoảng thời gian viết cuốn tiểu thuyết. Những con gà trong cuốn sách phản ánh sự thoái hóa của gia đình Pyncheon, cùng tên với giống gà. Mặc dù không được gọi là gà bantam một cách rõ ràng, kích thước nhỏ của gà Pyncheon được nhắc đến nhiều lần trong cuốn sách, cũng như tính lâu đời của giống gà này.
Queerly indeed they looked! Chanticleer himself, though stalking on two stilt-like legs, with the dignity interminable descent in all his gestures, was hardly bigger than an ordinary partridge; his two wives were about the size of quails; and as for the one chicken, it looked small enough to be still in the egg, and, at the same time, sufficiently old, withered, wizened, and experienced to have been the founder of the antiquated race.